# Sulmów
Sulmów – wieś w Polsce położona w województwie łódzkim, w powiecie sieradzkim, w gminie Goszczanów. Dawniej Schulymowo, Sulimów. 
W latach 1975–1998 miejscowość administracyjnie należała do województwa sieradzkiego.
Miejscowość istnieje przynajmniej od XIII w. W XVIII w. była w posiadaniu rodziny Jabłkowskich herbu Wczele. Znajduje się tam park dworski, ślad kultury szlacheckiej na tym terenie. Ruiny pałacu (w stylu neoklasycznym) zostały wysadzone w 1973 r. Na początku XX wieku Sulmów przeszedł w ręce Henryka Glotza a następnie jego wnuka Jana Unruga, który ok. 1935 r. majątek zapisał Towarzystwu "Opieka" (lub jego oddziałowi łódzkiemu ?), które organizowało tu kolonie letnie dla swoich podopiecznych, dzieci bezrobotnych rodziców z Łodzi. 
W czasie II wojny Światowej wycięto dużą część parku na potrzeby budowy baraków dla młodzieży z Hitlerjugend, której to organizacji Sulmów był jedną z wielu siedzib. 
Po wojnie budynek główny majątku przeszedł w ręce państwa. Nieremontowany lub w ograniczonym zakresie zabezpieczany ulegał coraz większej degradacji. Do dziś pozostała tylko piętrowa oficyna wsparta na czterech kolumnach. W parku nadal można oglądać wiele ciekawych gatunków drzew i krzewów, w tym ponad trzystuletnie pomniki przyrody: platan klonolistny, lipę krymską i drobnolistną oraz formę krzaczastą grabu pospolitego.
Obecnie w Sulmowie znajduje się wiele nowoczesnych gospodarstw o wysokiej kulturze rolnej. Rolnicy swe produkty sprzedają w Łódzkiem jak również w Wielkopolsce.
Kulturowo i gospodarczo Sulmów silniej związany jest raczej z Kaliszem niż z powiatowym Sieradzem.